# Почетак феудалних односа у Дукљи
Кметовски односи у раном средњовјековном периоду нијесу били чврсто спроведени. Народ је имао учешћа у државним пословима, преко сабора као и савјетовања са краљем, бановима и жупанина, за разлику од каснијег, развијеног феудалног доба.

## Хијерархијски систем по Барском родослову
Према непоузданом Барском родослову (опис Одлуке Сабора на Дувањском пољу) хијерархијски систем је сљедећи:

### Краљ
Краљ је стајао на челу државе. Из многих мјеста у Барском родослову, уочљиво је да би владар у ранофеудалној држави био изабран, на државном сабору. У стручној литератури, владари у дукљанској држави често су прецјењивани. Чак и тврдње да је владарска власт била наследна, супротна је са помињањем избора истих. Владар није власник држвног земљишта. Вршио је одређене функције и имао одређена права. Он дјелове државе у току живота не дијели својој браћи – као својину, већ на њих преноси одређена права и одређене функције. Тако, када се каже да је неки владар подијелио државу на више дјелова својим крвним сродницима (браћи или синовима) не мисли се да су постајали власници тог земљишта. Они врше права и функције у тим дјеловима државе и могу бити власници више или мање земље у сасвим другом дјелу државе.

### Племство
Писац Барског родослова наводи „principes et omnes populi“, одвајајући племство од народа (populus) али и од војника (milites). Проријекло једног дијела племства је у ратничким дружинама (група војника окупљена око неког истакнутог ратног вође). Заслужни ратници су као награду често добијали робове, али и земљу (па и мање области). На други начин, племство су стицали владарски рођаци и племенски поглавари (жупан, сатник) заузимањем одређених административних положаја и добијањем могућности да куповином или отимањем дођу у посјед већих комомплекса плодног земљишта. Најбоље су пролазили банови и жупани.

#### Бан
Бан („id est ducem“) је најчешће брат владара („ex suius consaguineis fratribus“). У областима државе, имали су најзначајније функције. Банов сатник је убирао данак и предавао га бану. Овај би половину задржавао за себе, а половину предавао краљу.

#### Жупан
Жупани („id est comites“) као срж локалног племства, подложни су бану, а бирани су међу најплеменитијим из области којима је управљао бан. Најбоље су пролазили, задржавјући за себе велики дио трибута и стварали материјалне основе за куповање посједа. Жупани су преко својих сатника убирали данак. Задржавали би трећину за себе, а двије трећине слали краљу (нијесу били обавезни на давање бану).

#### Сатник
Сатници („id est cunturiones“) су такође припадали истакнутијем локалном племству. Убирали су данак за банове и жупане. Педесетници и десетници се крију се такође под општим именом „milites“.

### Народ
Народ (populus; gens) се у историјским изворима доста пута помиње у циљу позива на окупљање ради ратовања. Нпр. „Чудомир је сакупио своје рођаке и народ Травуније...“ ; „Часлав сакупи народ и војску...“ Не може се прихватити мишљење да ријеч „populus“ представља војску и да је само она имала право да присуствује саборима. Није јасно да ли се назив „gens“ односи на народ, односно има исто значење као „populus“ или се односи на племе. Народ је одлучивао на саборима, али је владар или управник поједине област у неким случајевима тражио и примао савјете од народа, вјероватно највиђенијих представника братстава или племена. Нпр. Легечови синови су се савјетовали са оцем „и народом“ („et populo“).

### Војска
Назив „војска“ (milites) је означавао чланове ратничких дружина и војне заповједнике, као и административне заповједнике који су водили наоружани народ у рат.

### Робови (отроци)
Ропски рад, макар у форми колоната, био је присутан у Дукљи и задржао се нарочито у градовима. Задржавање ове касноантичке институције у градовима, новоформираном племству је осигуравало просперитет стечених добара, јер покмећавање бројних сељака још није било спроведено. Обично су ратни заробљеници били претварани у робове и дијељени војницима, тим прије што су ови, полазећи у рат, остављали своје домове и необрађену земљу. У будућим позивима у рат, робови би на имањима војника могли без застоја настављати пољопривредне дјелатности. Тако су се војници краља Радослава побунили и пришли Чаславу, када је краљ заробљене побуњенике пустио кућама.